# 제33회 카를로비바리 국제 영화제
제33회 카를로비바리 국제 영화제는 1998년 7월 3일에 열린 시상식이다.

## 수상 및 후보

### 대상(장편)
- 스트릿하트 - 찰스 비나메 수상

### 심사위원특별상(장편)
- 보름달 뜬 날 - 카렌 샤크나자로프 수상

### 감독상(장편)
- 스트릿하트 - 찰스 비나메 수상

### 여우주연상(장편)
- 위키드 - 줄리아 스타일스 수상

### 남우주연상(장편)
- 세칼 - Olaf Lubaszenko 수상

### 다큐멘터리상
- 충격의 순간 - 줄리아 록테브 수상
- 더 스윗 센추리 - 헬레나 트레슈티코바 수상

### 영화제 위원장상
- 마이클 더글라스 수상
- Frantisek Vlacil 수상
- Saul Zaentz 수상